# The Dodos
The Dodos is een indierockband uit San Francisco. Oorspronkelijk bestond de band uit het duo Meric Long (gitaar en zang) en Logan Kroeber (drums en percussie), tegenwoordig is de groep als live band uitgebreid met het derde bandlid Keaton Snyder op vibrafoon. Voorheen vervulde Joe Haener deze functie. Het genre van hun muziek is New Weird America of psych folk, vergelijkbaar met de eerste albums van Animal Collective.

## Biografie
Meric Long gaf aanvankelijk solo de EP "Dodo Bird" uit in februari 2005. Kort daarna ontmoette hij Logan Kroeber en begonnen ze als duo op te treden onder de naam The Dodos. "Beware of the Maniacs" werd tevens in eigen beheer uitgegeven in december 2006. In december 2007 tekenden ze een contract bij Frenchkiss Records, die hun tweede album Visiter uitgaf in maart 2008. De kritieken waren positief over dit album en een Amerikaanse en Europese tour volgden. Een tweede Europese tour in 2008 volgde in november en december.
In najaar 2009 kwam hun derde album Time to Die uit, welke evenals de voorganger vrij unaniem door de pers positief ontvangen werd. De band speelde op de 2009 editie van De-Affaire, Dour Festival en het Le Guess Who? Festival in Utrecht (georganiseerd door o.a Tivoli).
In 2011 gaven ze hun vierde album uit "No Color", dit album verschilt kenmerkend van de rest omdat er uitsluitend elektrische gitaar op te horen is. De naam zou Logan bedacht hebben, hij zou namelijk altijd een kleur associëren met een nummer, behalve bij elk nummer op No Color. Deze nummers deden hem gewoon aan grijs aan niets denken.
In 2013 kwamen ze dan met "Carrier" op de proppen. Een album dat zich ook weet te onderscheiden door middel van de met melancholie doordrongen texten. Dit is waarschijnlijk te danken aan de dood van hun tweede gitarist, Christopher Reimer. Zijn plaats werd opgevuld door Joe Haege.

## Instrumenten en speltechniek
De muziek van The Dodos kenmerkt zich door een afwijkende benaderingswijze van instrumentengebruik en spelwijze. Drummer Kroeber heeft een drumstel waarin de bassdrum ontbreekt. De band heeft live tevens een xylofoon en een set van verschillende objecten (grof afval en kapotte drumstel-onderdelen) welke ze percussief gebruiken ter ondersteuning van de drums van Kroeber. Tevens bezit de band een 24-snarige elektrische drumgitaar gemaakt door de Nederlandse gitaarbouwer Yuri Landman (cimbalom).
Logan speelde enkel op floortoms en een snaredrum, maar sedert 2013 is hij hiervan afgestapt en speelt hij op een normale standaard drumset.

## Discografie

### Albums
- Dodo Bird Meric Long (2005)
- Beware of the Maniacs (2006)
- Visiter (2008)
- Time to Die (2009)
- No Color (2011)
- Carrier (2013)
- Individ (2015)
- Certainty Waves (2018)

### Singles
- Red and Purple (2008)
- Fools (2008)